# 류징
류징(중국어 간체자: 刘京, 정체자: 劉京, 병음: Líu Jīng, 1944년 ~ )은 산시성 위현 출신으로, 현 중화인민공화국 공안부의 부장이며, 동시에 중화인민공화국 공안부 내에 설치된 비밀 경찰 조직인 610 판공실의 수장직을 맡고 있다.
그는 베이징 공과대학교에서 무선 시스템 및 기술 학위를 받았으며, 중국공산당 제17차 중앙위원회의 일원이기도 하다.